# Charadrius sanctaehelenae
El chorlito de Santa Elena o chorlitejo de Santa Elena (Charadrius sanctaehelenae), conocida localmente como Wirebird debido a sus piernas delgadas, es una pequeña ave zancuda endémica de la isla Santa Elena en el océano Atlántico Sur. El chorlito de Kittlitz (Charadrius pecuarius) es el pariente más cercano del ave. Aunque el chorlito de Santa Elena es generalmente más grande, pero no tan bien marcado como chorlito del Kittlitz, que es nativo del África subsahariana.
El ave fue mencionado por primera vez en 1638, y es el ave nacional de Santa Elena, figurando en el escudo y la bandera de la isla. Algunas monedas 5 peniques locales emitidos antes de 1998 tienen al ave en su reverso.
Este chorlito es residente durante todo el año en las áreas abiertas de Santa Elena, y se piensa que la deforestación generalizada en la isla, aunque es en general perjudicial para el ecosistema de la isla, de hecho, ha beneficiado a esta especie en particular, ya que vive en los claros abiertos en el bosque.

## Estatus y conservación
Los números de individuos del chorlito de Santa Helena han estado fluctuando, pero en general la tendencia fue a la baja, al menos desde la década de 1970. Los gatos salvajes y las ratas introducidas accidentalmente, así como las minás comunes introducidas que comen los huevos y se cree que desempeñan un papel importante en la disminución de la población de esta especie.
Un censo realizado en 1988-1989 registró 450 adultos, a pesar de que posteriormente se redujo drásticamente por causas no se comprenden y se marca fluctuaciones a corto plazo. Desde 1998, su número se situó en alrededor de 340 adultos. Fue clasificado como "En Peligro" por la UICN, y luego fue nombrado en la categoría "Vulnerable" en 2004, ya que sus números al parecer se habían estabilizado.
Sin embargo, hubo otra fuerte caída en los números, que puede ser continua. Sólo unos 200-220 aves adultas se cree que permanecen. Las razones son difíciles de alcanzar, aunque hay que destacar que ha habido un aumento en el uso de vehículos todo terreno y una disminución en la eliminación de gatos salvajes en los últimos años. Actividades de construcción parecen haber dispersado también algunas de las subpoblaciones más pequeñas. El aeropuerto de Santa Elena planeado en la llanura de la Bahía Próspera también destruiría uno de los grandes sitios de anidación del ave. Como consecuencia de su estado calamitoso y perspectivas inciertas, el chorlito de Santa Helena se agregó en la lista de "En Peligro Crítico de extinción" en la Lista Roja de la UICN de 2007. Actualmente hay proyectos en marcha para monitorear las aves y tratar de detener su declive. Una revaluación en 2016 sugirió que la población se había recuperado mínimamente y puede ser poco a poco cada vez mayor; como consecuencia, se agregó a la categoría "vulnerable".

## Galería

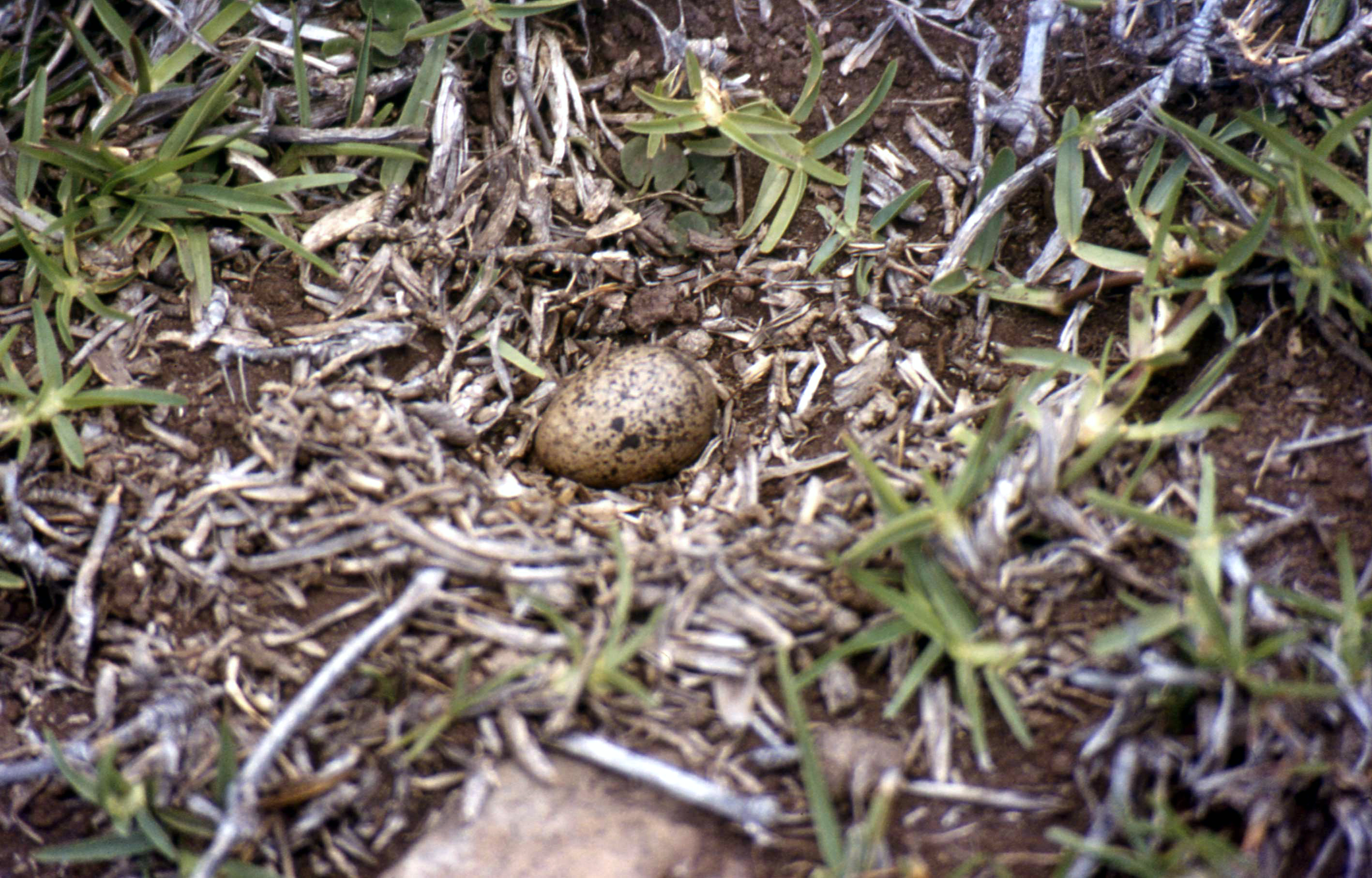
Nido y huevos del ave
El chorlito de Santa Elena en el escudo de la isla.